# Cauci
Los Cauci (Καῦκοι) era un grupo tribal de la antigua Irlanda conocidos por una única mención del geógrafo Claudio Ptolomeo, quien los emplaza en la región de los condados de Dublín y Wicklow. A partir del siglo XIX, expertos en comparativa lingüista, en particular Lorenz Diefenbach, identificaron a los Cauci con el grupo germánico caucos de los Países Bajos y noroeste de Alemania, un paralelismo que ya tuvo eco en el argumento de un anticuario e investigador en el pasado. Ponentes a favor de este punto de vista también resaltaron que los manapii (Μανάπιοι), que Ptolomeo los localiza en la frontera sur de los Cauci, también comparten nombre con otra tribu continental, los belgas menapios en la Galia nororiental. Estas similitudes parecían atestiguar las migraciones de población entre ambas regiones. En el aspecto lingüístico, la hipótesis ha sido respaldada y desarrollada por Julius Pokorny, pese a que la presunta asociación de los Cauci-Chauci no está aceptada universalmente. Este investigador, también hace énfasis en el paralelismo de pueblos celtas o influenciados por ellos en la península ibérica, especificando a un caudillo lusitano llamado Kaukainos (Καυκαίνος), y una ciudad llamada Kauka (Καύκα) (actualmente Coca), habitada por los Kaukaioi (Καυκαῖοι), entre los Vaccaei, un prominente grupo celtibero. En referencia a los posibles descendientes de los Cauci irlandeses, Pokomy y Ó Briain apoyan las oscuras acepciones de Uí Cuaich y Cuachraige, pese a que en ningún caso se ha podido demostrar una conexión. 